# Нанук
В митологията на инуитите Нанук (англ. Nanook, също - Nanuq), което на езика им означава бяла мечка, е повелителят на мечките, който решава дали ловците са изпълнили всички наложени табута и дали заслужават успех в лова на мечки.